# Hicetes (filòsof)
Hicetes (Hicetes, Ἱκέτας o Ἱκέτης) fou un filòsof pitagòric grec natural de Siracusa que va viure entre el 400 aC i el 350 aC aproximadament. Ciceró, citant a Teofrast, l'esmenta i diu que considerava els cossos celestes com a estacionaris i la terra l'únic cos de l'univers que es movia. També creia que el moviment aparent de les estrelles, vistes des de la terra, era causat pel moviment de rotació del nostre planeta al voltant del seu eix. Diògenes Laerci diu que aquesta doctrina alguns l'atribuïren a Hicetes i d'altres a Filolau.